# Проходка (Мінська область)
Проходка (біл. вёска Праходка) — село в складі Червенського району Мінської області, Білорусь. Село підпорядковане Руднянській сільській раді, розташоване в центральній частині області.